# Скорбь (рисунок)
Скорбь (нидерл. Sorrow) — графический рисунок, выполненный голландским художником Винсентом Ван Гогом 10 апреля 1882 года во время пребывания в Гааге. Рисунок хранится в Новой галерее искусств Уолсолла, Великобритания.
Ранее картина находилась в частной коллекции художницы Салли Райан, которая повесила ее в своем постоянном номере в лондонском отеле The Dorchester.

## История создания
в 1880 году Винсент Ван Гог отправляется в Брюссель, где посещает занятия в Королевской Академии изящных искусств. Однако через год он бросает учёбу и уезжает в Гаагу. В этом городе Ван Гог поселяется в доме Антона Мауве. Последний не только разрешает ему оставаться на длительное время, но также преподает уроки рисования углём, мелом, маслом. Благодаря ему Ван Гог открывает свою мастерскую и знакомится со многими художниками. Отходя от традиции Антона Мауве срисовывания гипсовых скульптур, Ван Гог начинает рисовать живых моделей. Именно это стремление не подражать, а создавать собственное и послужило причиной прекращения дружбы между художниками, и Ван Гог вынужден был покинуть дом Мауве. В этот период Ван Гог прогуливается по самым неблагоприятным районам и пишет серию картин — «Люди под зонтиками» (1882), «Картофельный рынок» (1882), «Государственная лотерея» (1882). В этот период художник встречает в одном из кафе женщину легкого поведения, злоупотреблявшую наркотиками и алкоголем, 32-летнюю Христину Марию Хоорник (нидерл. Clasina (Sien) Maria Hoornik). Винсент Ван Гог стал называть ее «Син», пригласил для совместного проживания и предложил стать натурщицей для его работы. Она упоминается в ряде писем Ван Гога, и, судя по всему, он высоко ценил её, описывая как «лучшую фигуру, которую я нарисовал». В письме от июля 1882 года Ван Гог пишет: «Я хочу делать рисунки, которые будут трогать людей. Скорбь — это маленькое начало [...] здесь есть хотя бы что-то, исходящее непосредственно из моего собственного сердца». Во время позирования она была беременна. Таким образом, в 1882 году была создана работа под названием «Скорбь». Не считая натурщицы, первым, кто увидел рисунок, был Тео ван Гог. Именно эту первую версию художник подарил своему брату с подписью на английском «Sorrow» в нижнем правом углу. Две другие литографии этого рисунка были созданы в одно время, одна из которых сейчас хранится в Музее Винсента Ван Гога в Амстердаме.